# Гез, Андреа
Андреа Миа Гез (англ. Andrea Mia Ghez; род. 16 июня 1965, Нью-Йорк) — американская учёная-астроном, специалистка в области наблюдательной астрофизики, лауреат Нобелевской премии по физике (2020).
Доктор философии (1992), профессор Калифорнийского университета в Лос-Анджелесе, где трудится с 1994 года. Член Национальной академии наук США и Американского философского общества (2012). Макартуровский стипендиат, лауреат премии Крафорда.

## Биография
Родилась в семье Сюзен Гез (урождённой Гейтон, род. 1937), католички ирландского происхождения, и Гилберта Геза (1938—2015) — уроженца Рима еврейского происхождения. Гилберт Гез и его родители Эльзи Маркс и Генри Гез де Кастельнуово бежали из Италии после принятия расовых законов и провели военные годы в Нью-Йорке.
Детство прошло в Чикаго, где её отец был профессором экономики школы бизнеса Университета Рузвельта, а мать — директором художественного музея Общества ренессанса Чикагского университета и куратором его выставок. Сначала училась по специальности математика, но потом сменила специализацию на физику. Получила степень бакалавра физики в Массачусетском технологическом институте в 1987 году. В 1992 году получила степень доктора философии в Калифорнийском технологическом институте.
Ныне профессор кафедры физики и астрономии в Калифорнийском университете в Лос-Анджелесе, в штате которого с 1994 года. Член Американской академии искусств и наук.
Начиная с 1998 года две группы астрофизиков под руководством Райнхарда Генцеля и Андреа Гез, независимо друг от друга, проводили исследования, применяя технологии, которые устраняют искажения, вносимые атмосферой Земли, и получили доказательства того, что наша галактика имеет в своём центре сверхмассивную чёрную дыру, которая в 4 миллиона раз массивнее Солнца. Андреа Гез вела наблюдения в Обсерватории Кека, расположенной на Гавайях, Райнхард Генцель — в Европейской южной обсерватории (ESO) и Ла-Силья в Чили. За эти исследования ей была присуждена Нобелевская премия по физике — «за открытие сверхмассивного компактного объекта в центре нашей галактики», совместно с Райнхардом Генцелем, а также Роджером Пенроузом, которому премия присуждена «за открытие того, что образование чёрных дыр с необходимостью следует из общей теории относительности».
Автор более ста рецензированных работ.
Муж — Том Латуретт, геолог и научный сотрудник корпорации «RAND». У них есть двое сыновей — Эван (род. 2001) и Майлз (род. 2005). Андреа Гез увлекается плаванием.

## Премии и награды
- Премия Энни Кэннон (1994)[17]
- Стипендия Паккарда (1996)[18]
- Стипендия Слоуна (1996)[19]
- Премия Ньютона Лэйси Пирса (1998)[17]
- Премия Марии Гёпперт-Майер[англ.] (1999)[20]
- Названа в числе 20 Young Scientists to Watch по версии журнала «Discover» (2000)[21]
- Сэклеровская премия[нем.] (2004)[22]
- Премия Ааронсона[англ.] (2007)
- Стипендия МакАртура (2008)[23]
- Премия Крафорда (2012)[24]
- Нобелевская премия (2020)

## Избранные публикации
- Ghez, Andrea M.; Neugebauer, Gerry; Matthews, K. (1993). The Multiplicity of T Tauri Stars in the Taurus-Auriga & Ophiuchus-Scorpius Star Forming Regions: A 2.2 micron Imaging Survey. Astronomical Journal. Vol. 106. pp. 2005–2023. Bibcode:1993AJ....106.2005G. doi:10.1086/116782.
- Ghez, Andrea M.; White, Russel J.; Simon, M. (1997). High Spatial Resolution Imaging of Pre-Main Sequence Binary Stars: Resolving the Relationship Between Disks and Close Companions. Astrophysical Journal. Vol. 490. pp. 353–367. Bibcode:1997ApJ...490..353G. doi:10.1086/304856.
- Ghez, Andrea M.; Klein, B. L.; Morris, M.; Becklin, E. E. (1998). High Proper Motions in the Vicinity of Sgr A*: Evidence for a Massive Central Black Hole. Astrophysical Journal. Vol. 509. pp. 678–686. Bibcode:1998ApJ...509..678G. doi:10.1086/306528.
- Ghez, A. M.; Morris, M.; Becklin, E. E.; Tanner, A.; Kremenek, T. The Accelerations of Stars Orbiting the Milky Way's Central Black Hole. Nature. Vol. 407, no. 6802. pp. 349–351. Bibcode:2000Natur.407..349G. doi:10.1038/35030032.
- Ghez, A. M.; Duchêne, G.; Matthews, K.; Hornstein, S. D.; Tanner, A.; Larkin, J.; Morris, M.; Becklin, E. E.; S. Salim (1 января 2003). The First Measurement of Spectral Lines in a Short-Period Star Bound to the Galaxy's Central Black Hole: A Paradox of Youth. Astrophysical Journal Letters (англ.). Vol. 586, no. 2. pp. L127. Bibcode:2003ApJ...586L.127G. doi:10.1086/374804.
- Ghez, A. M.; Salim, S.; Weinberg, N. N.; Lu, J. R.; Do, T.; Dunn, J. K.; Matthews, K.; Morris, M. R.; Yelda, S. (1 января 2008). Measuring Distance and Properties of the Milky Way's Central Supermassive Black Hole with Stellar Orbits. Astrophysical Journal (англ.). Vol. 689, no. 2. p. 1044. Bibcode:2008ApJ...689.1044G. doi:10.1086/592738.